# Fever (bài hát của Adam Lambert)
"Fever" là bài hát của ca sĩ nhạc pop người Mỹ từ á quân American Idol Adam Lambert.

## Bảng xếp hạng
| Bảng xếp hạng (2010)            | Vị trí cao nhất |
| ------------------------------- | --------------- |
| New Zealand (Recorded Music NZ) | 19              |

## Lịch sử phát hành
| Quốc gia    | Ngày                | Phiên bản |
| ----------- | ------------------- | --------- |
| New Zealand | 17 tháng 9 năm 2010 | Airplay   |
| Singapore   | Tháng 11, 2010      | Airplay   |